# Rödstu hage
Rödstu hage, i folkmun "Röstan", är en idrottsplats i Tumba i Botkyrka kommun, invigd 1941 och renoverad och ombyggd 2019–2020. Rödstu hage ligger precis söder om Västra stambanan och Kvarnsjön, i området Segersjö. Den är hemmaarena för IFK Tumba Friidrott. Tidigare har även IFK Tumbas ishockeylag och fotbollslag spelat sina hemmamatcher på Rödstu hage, men i dag används den endast för friidrott.

## Anläggningen
Rödstu hage är sedan upprustningen 2019–2020 en renodlad friidrottsarena. Den har fyra löparbanor i ett 360 meters varv, med vattenhinder och sex löparbanor på upploppet. Här finns även ansatsbanor för längdhopp, stavhopp och höjdhopp, kulstötningsbana och kastbur för diskus och slägga. På anläggningen finns också servicebyggnader med bland annat omklädningsrum och materialförråd.

## Historik
I början av 1920-talet bildades vid Tumba bruk idrottsföreningen IK Fram, som senare blev Tumba bruks idrottsförening. Föreningen ägnade sig framför allt åt fotboll, och existerade fram till 1950-talet. Man fick omkring 1940 bankofullmäktiges tillstånd att anlägga en idrottsplats på brukets ägor, och föreningens medlemmar grävde under några somrar själva bort omkring 7 000 kubikmeter lera, grus och pinnmo för att få till en jämn plan. Finansieringen skedde genom tipsmedel och anslag från Riksbanken, och den 3 augusti 1941 kunde idrottsplatsen invigas av riksbanksfullmäktigen, sedermera landshövdingen, Conrad Jonsson. 1944 anlades även en ishockeyrink på Rödstu hage, och IFK Tumbas ishockeylag, som sedan 1937 hade spelat på sjön Utterkalven i närheten, var redan 1945 nära att gå upp i dåvarande allsvenskan. På 1960-talet tog Botkyrka kommun över driften och ägandet av idrottsplatsen från Tumba bruk. I början av 2000-talet revs ishockeyrinken.
2006 röstade P4 Radio Stockholms lyssnare fram idrottsplatsen till länets näst vackraste, efter Stockholms stadion. IFK Tumba och Stockholms idrottshistoriska förening utsåg 2020 Rödstu hage till en idrottshistorisk plats.

### Upprustning
Under åren förföll idrottsplatsen mer och mer, och på 2000-talet hotades den av nedläggning, då kommunen ville riva den och istället bygga en ny anläggning på annan plats eller bygga ut någon av kommunens andra anläggningar. 2017 stod det emellertid klart att Botkyrka kommun skulle rusta upp idrottsplatsen. Vid det laget var den mycket sliten och omodern; bland annat var löparbanorna belagda med kolstybb som blev till lera vid regn, och flera grenar gick inte ens att utöva, varför Tumbas friidrottare länge även hade tränat på andra anläggningar i Stockholmsområdet. IFK Tumba hade gärna sett att man vid renoveringen ersatte den gamla 360-metersbanan med en 400-metersbana för att kunna anordna fullskaliga tävlingar, men då idrottsplatsen ligger inklämd mellan banvallen och Segersjövägen fanns inte plats utan den gamla banan behölls, men med nytt modernt syntetunderlag. Vid renoveringen försvann också fotbollsplanen från anläggningen.